# 格拉納達酋長國
格拉納達酋长國（西班牙語：Emirato de Granada，转写：Imarat Gharnāṭah），又称格拉纳达奈斯尔王国（Reino nazarí de Granada）或格瑞那達王國，是西班牙歷史上的一個以格拉納達為首都的酋长国，也是泰法諸國之一。格拉納達酋长國建立於1013年，在11世紀曾被穆拉比特王朝征服，12世紀又被穆瓦希德王朝征服。1238年（一说1230年），格拉納達酋长國復國。格拉納達酋长國是伊比利亞半島最後的伊斯蘭王朝，存在了約250年。1492年1月2日，格拉納達酋长國被卡斯提爾王国和亞拉岡王國滅亡。

## 歷史
原本統治伊比利半島南部的穆瓦希德王朝於托洛薩會戰敗於基督徒聯軍後國勢迅速下降並且撤退回北非，使地方軍閥趁機崛起。1232年阿爾霍納的穆罕默德·奈斯爾起兵，建立了奈斯爾王朝。
格拉納達在優素福一世（1333—1354在位）統治期間達到鼎盛；然而在收復失地運動下持續遭到北方基督教王國的入侵。1482年起卡斯蒂利亞和亞拉岡的聯軍發動格拉納達戰爭，歷經十年後1492年穆罕默德十二世投降，格拉納達酋長國滅亡，收復失地運動結束。

## 经济
为了在众多朝貢國中长久生存，格拉纳达酋长国巧妙利用安达卢西亚南部冲积平原的河流和矿井资源发展农业灌溉。通过一系列手段，格拉纳达的农产品生产已经实现自给自足，不再依靠向其他王国进口，蔬菜和水果甚至远销他国。山区以畜牧业为主；沿海地带靠渔业发展；东南部有丰富的矿产资源，人们生产陶器和纺织工艺品与他国进行贸易。
格拉纳达经济发展的重要动力是商业。虽然卡斯提爾的军队在萨拉多河战役（1340年）和阿尔赫西拉斯之战（1344年）取得胜利，并取得直布罗陀海峡的实际控制权，格拉纳达酋长国失去了部分领土，但这也刺激了西欧和地中海南岸之间的贸易，格拉纳达也从中受益。
格拉纳达酋长国东南部的港口成为了沿海交通中转站，其产品打开了通往别的国家，如加泰罗尼亚，尤其是热那亚共和国的市场。这些主要港口包括马拉加、阿尔梅里亚、阿德拉和阿尔穆涅卡尔。格拉纳达酋长国在南部与北非和马格里布地区进行贸易活动；在北部，与阿拉贡王权组成商业网络，遍布加泰罗尼亚、瓦倫西亞王國和馬略卡王國。
卡斯提爾控制直布罗陀海峡后，它与格拉纳达酋长国的商品交易量得到了迅速提高，特别体现在丝绸、食糖、坚果和海鱼等方面。从那时起，格拉纳达与卡斯提爾王室，特别是与塞维利亚的贸易，变得越加重要。其主要出口中心是贝莱斯-马拉加和龙达等市镇。
同时商业交流也会沿着格林纳达酋长国的边界地带进行，这些商业活动通常是非法进行的。

## 文物

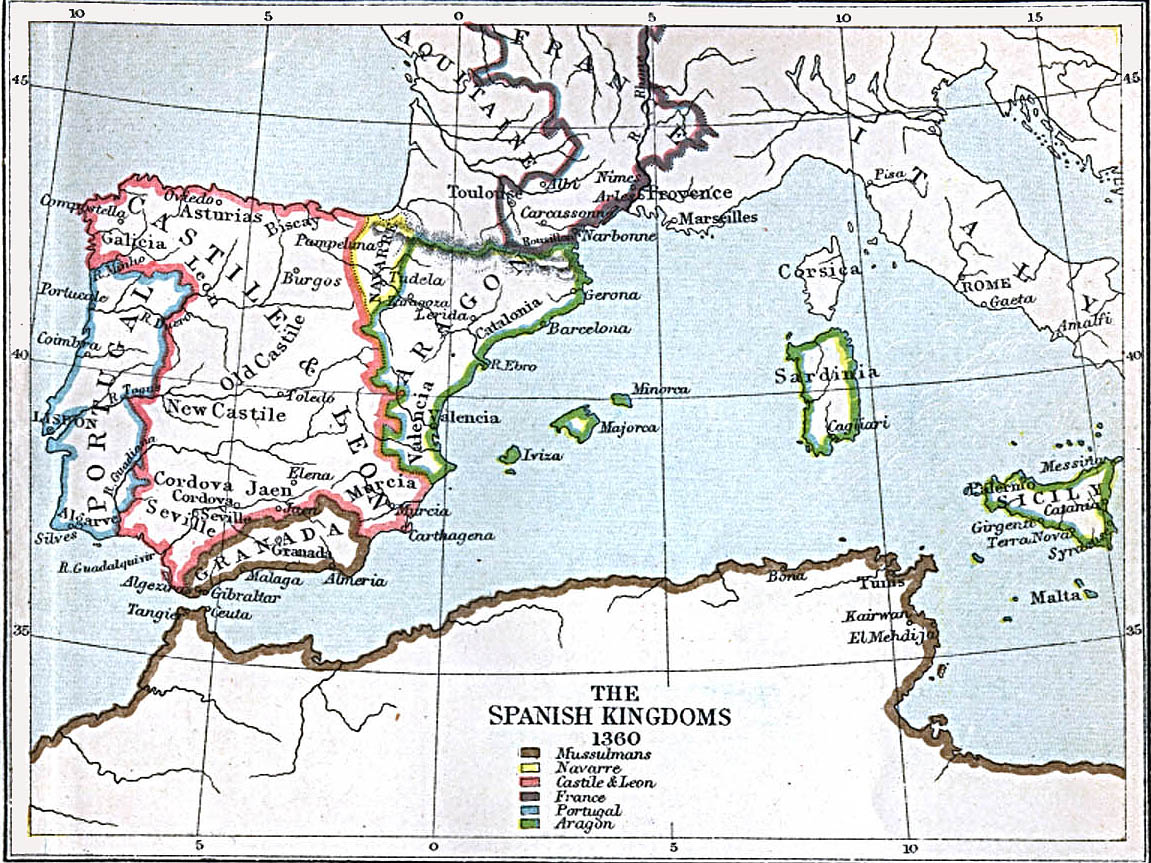
公元1360年地图
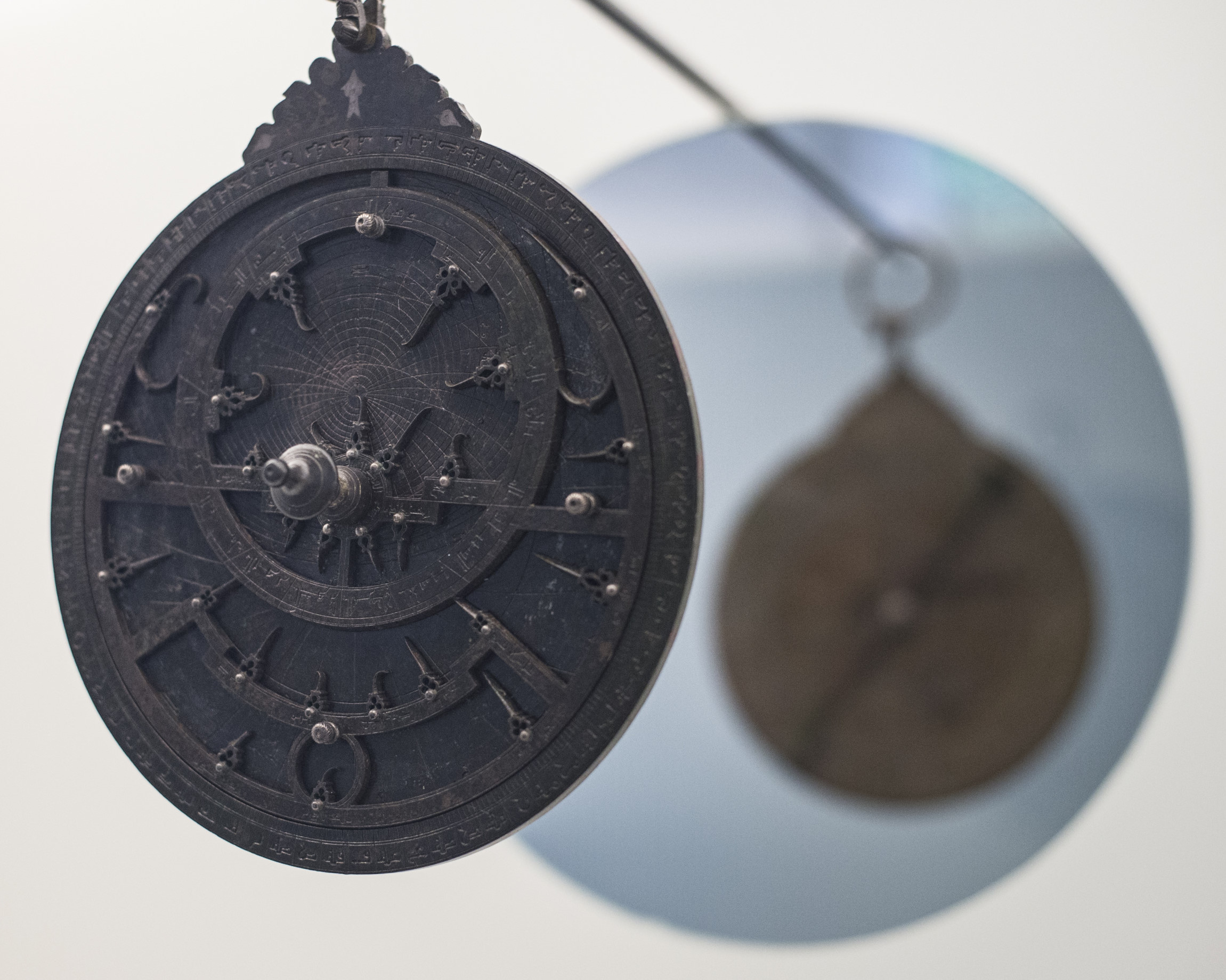
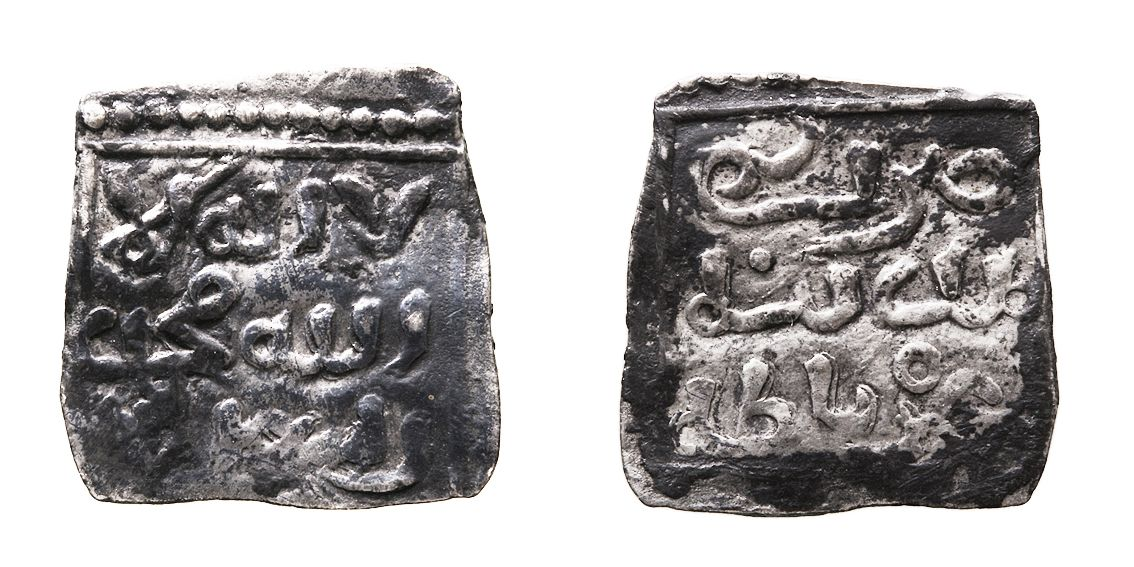
银圆
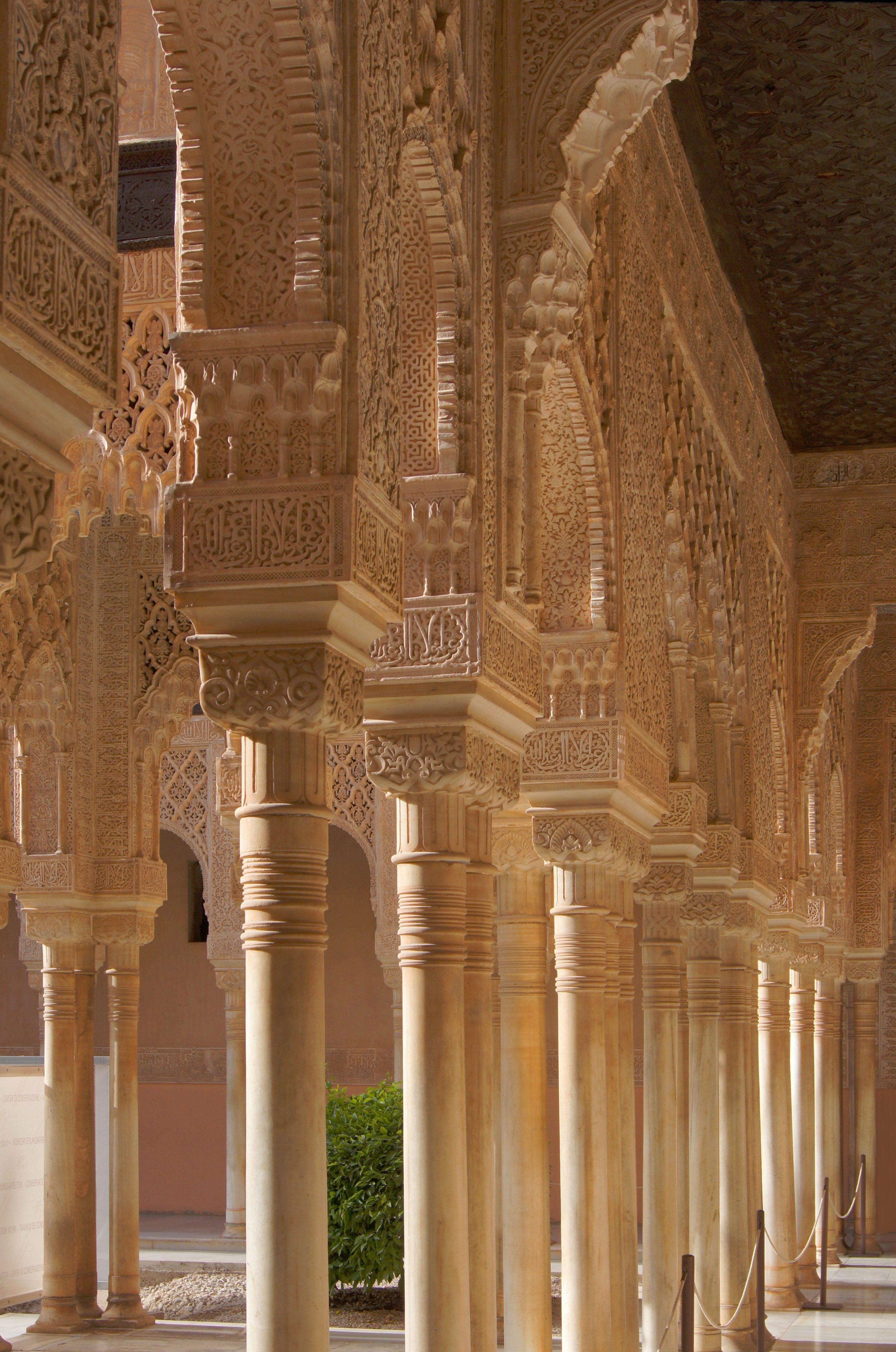
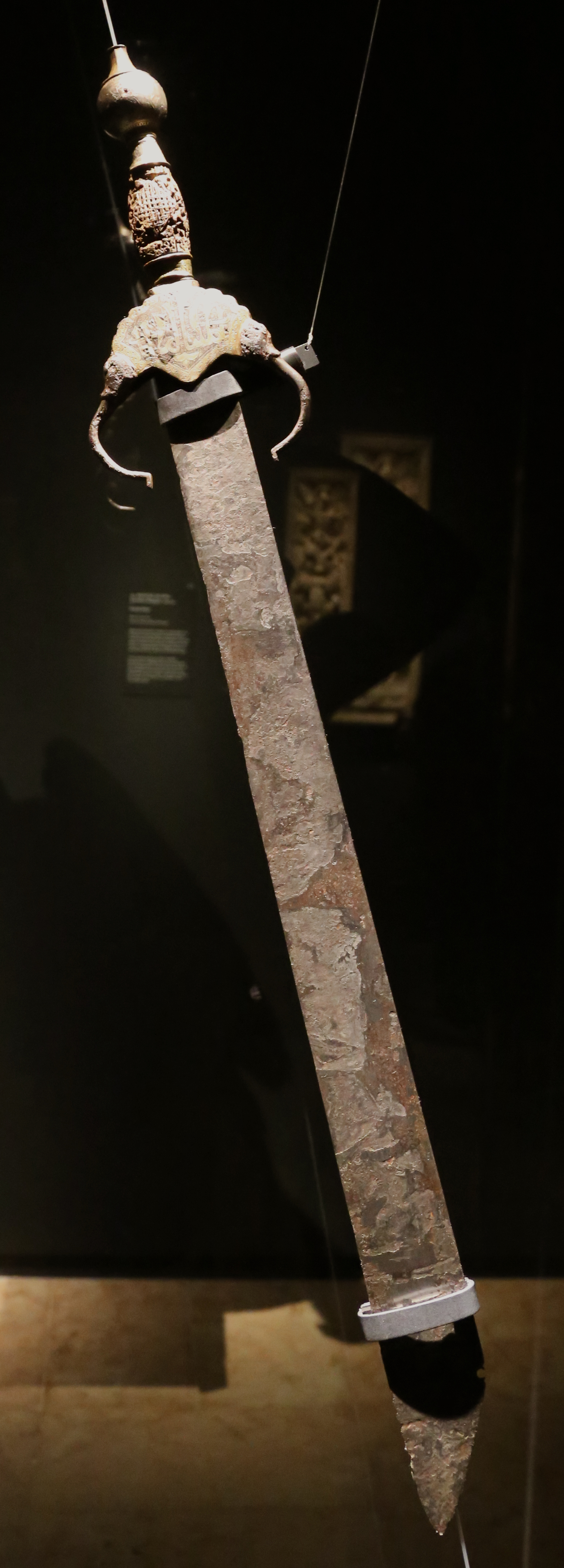